# Canale di San Gottardo
Il canale di San Gottardo (o canale secondario del Ledra) è un corso d'acqua che scorre all'interno del comune di Udine: fu realizzato contestualmente al canale Ledra-Tagliamento, da cui è derivato a nord-ovest di Udine, in località Rizzi; attraversa la zona nord della città, alimentando la roggia di Udine (che incrocia all'altezza dell'abitato di Paderno, presso viale Vat) e successivamente la roggia di Palma (nella quale confluisce in zona San Gottardo, all'altezza dell'istituto Bearzi).

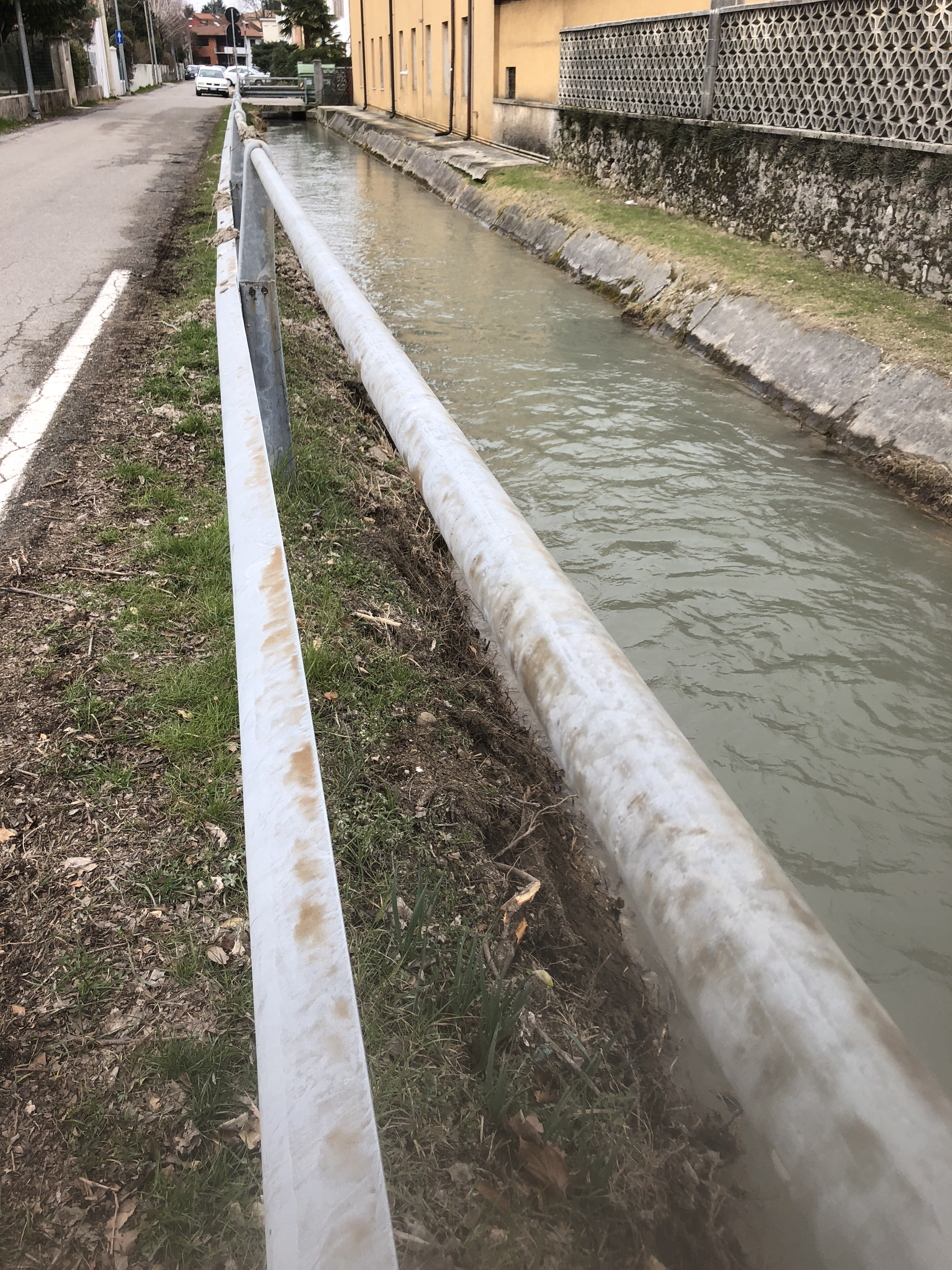
Canale di S. Gottardo in via Cuneo.